# Манастир Сомина
Манастир Сомина представља метох манастира Косијерево на планини Сомини, дио је Епархије Будимљанско-никшићке. Храм је посвећен Преображењу Господњем.
Храм је почео да се гради 1996. године у мјесту Херцегове Луке од стране Одбора на чијем је челу био Радомир Лучић. У изградњи су учествовали и бројни приложници. Храм је завршен и освештан 9. октобра 2001. године од стране владике Амфилохија, владике Атанасија Јевтића и владике Јоаникија Мићовића.